# Distretto di Pran Buri
Il distretto di Pran Buri (in thailandese: ปราณบุรี) è un distretto (amphoe) della Thailandia, situato nella provincia di Prachuap Khiri Khan.